# Samoded
Samoded (ryska Самодед) är en ort i länet Archangelsk oblast i Ryssland. Den ligger vid floden Vajmuga. Den är centralort i ett landsbygdsdistrikt, Samodedskoje, som hade 1 340 invånare i början av 2015.